# فوکوس (مجله آلمانی)

رابرت اشنایدر، مدیر مسئول فوکوس از سال ۲۰۱۶ است

فوکوس (به آلمانی: Focus)، یک مجله خبری آلمانی زبان است که توسط بنگاه نشریاتی هوبرت بوردا منتشر می‌شود. این مجله در سال ۱۹۹۳، به عنوان یک رقیب برای مجله خبری هفتگی اشپیگل تأسیس شد که از سال ۲۰۱۵، دفتر مرکزی هیئت تحریریه آن در مونیخ است. در کنار مجلات اشپیگل و اشترن، فوکوس یکی از سه خبرنامه هفتگی آلمان است که به‌طور گسترده منتشر می‌شود. این ایده از هوبرت بوردا و هلموت مارکوارت، نشات گرفت که در سال ۲۰۰۹، از سمت سردبیر به سمت ناشر شدن پیش رفت و از سال ۲۰۱۷، به عنوان سردبیر بنیانگذار در فهرست نشریات قرار گرفت. روبرت اشنایدر مدیر مسئول فوکوس از مارس ۲۰۱۶، است.

## فروش
فوکوس یکی از پرتیراژترین مجلات خبری است و به نسبت آن سهم زیادی در بازار تبلیغات دارد. با آمدن تکنولوژی، فوکوس مانند اشپیگل و اشترن در طی سالهای گذشته با کاهش چشمگیری روبرو شده و از پائیز سال ۱۹۹۸ تا بهار سال ۲۰۱۷، فروش نسخه‌ها به ترتیب از ۷۸۲٬۶۸۵ به ۴۳۸٬۰۵۵ کاهش یافته‌است. بسته به کاور جلد، فروش مجله نوسانات نسبتاً گسترده‌ای را تجربه می‌کند. سهم اشتراک در تیراژ پرداختی در حال حاضر تقریباً ۳۷٪ است که اخیراً اندکی افزایش یافته‌است.

## مشخصات
در حالی که فوکوس خود را به عنوان یک مجله خبری در کنار اشپیگل قرار می‌داد، اشپیگل از فوکوس فاصله گرفت. هر دو نشریه از نظر رویکرد تحریریه متفاوت هستند: اشپیگل بر تحلیل پیچیده سیاسی، اقتصادی و اجتماعی تأکید می‌کند، در حالی که فوکوس بر گزارش سیاسی تمرکز دارد و به موضوعات مرتبط با روزمره از حوزه‌های خانواده، بهداشت، امور مالی و اقتصادی نیز توجه می‌کند. با این حال، اشپیگل اخیراً مقالات بیشتری را با نکات کاربردی منتشر کرده‌است که از فوکس الگو گرفته‌است با متون نسبتاً کوتاه‌تر، گرافیک بیشتر، تصاویر تأثیرگذارتر و لیست‌های رتبه‌بندی که اطلاعاتی را که جذب آن‌ها راحت تر است به خوانندگان ارائه می‌شود. از ابتدا، روزنامه‌نگاری با ارائه نکات کاربردی یکی از عناصر اساسی مجله فوکوس بوده‌است. طبق گفته‌های خود مجله خبری، گروه هدف آن شامل افرادی است که "به لطف پردازش فعال اطلاعات و به ویژه به دلیل اشتیاق شدید به اطلاعات ،" درگیر جامعه، سیاست و حرفه خود هستند. " هنگام راه اندازی مجله، ناظران از این گروه به عنوان «نخبگان اطلاعات» یاد می‌کردند. فوکوس به‌طور کلی در جریان اصلی سیاسی غیر چپ شناخته می‌شود.